# Kit Reed
Kit Reed (geboren als Lillian Craig am 7. Juni 1932 in San Diego, Kalifornien; gestorben am 24. September 2017) war eine amerikanische Schriftstellerin, bekannt vor allem für ihre fantastischen und spekulativen Erzählungen. Unter dem Pseudonym Shelley Hyde verfasste sie einen Horrorroman und als Kit Craig drei Detektivromane.

## Leben
Reed war die Tochter von John Rich Craig, einem Offizier der US Navy, und von Lillian Craig, geborene Hyde. Sie studierte am College of Notre Dame of Maryland, wo sie 1954 mit dem Bachelor abschloss. Nach ihrem Studium arbeitete sie bis 1955 als Reporterin bei der St. Petersburg Times in Florida und von 1956 bis 1959 beim New Haven Register in New Haven, Connecticut. 1958 und 1959 wurde sie als New England Newspaperwoman of the Year ausgezeichnet. 1955 hatte sie Joseph Wayne Reed, Jr. geheiratet und mit ihm drei Kinder (geboren 1959, 1961 und 1967). Ihr Mann war Professor für Englisch an der Wesleyan University in Middletown, Connecticut, wo Reed zeitweise auch Gastprofessorin für Englisch war. Ihren Ehenamen Lillian Reed ließ sie in Kit Reed ändern. Ab 1959 war sie freie Schriftstellerin und schrieb weiterhin Buchkritiken für den New Haven Register. Von 1964 bis 1965 war sie Guggenheim Fellow. 1965 erhielt sie ein fünfjähriges Literaturstipendium der Abraham Woursell Foundation. 1976 erhielt sie eine Rockefeller Fellowship des Aspen Institute.
Ihre erste Erzählung The Wait veröffentlichte sie 1958 und wurde im folgenden Jahr für einen Hugo als bester neuer Science-Fiction-Autor nominiert. Obwohl sie eine ganze Reihe von Romanen geschrieben hat, gilt sie hauptsächlich als Autorin von Kurzgeschichten, die meist im Magazine of Fantasy and Science Fiction veröffentlicht wurden und beginnend mit Mister Da V. and Other Stories (1967) gesammelt in Buchform erschienen. Ein großer Teil ihrer bekannteren Kurzgeschichten findet sich in The Story Until Now : A Great Big Book of Stories (2013).
Obwohl sie vorwiegend im Science-Fiction-Bereich veröffentlichte, gilt sie nicht unbedingt als Science-Fiction-Autorin. Das liegt daran, dass sie zum einen über Genregrenzen hinweg schrieb, so verfasste sie neben SF, Horror und Krimis auch realistische und impressionistische „Mainstream“-Erzählungen, zum anderen, dass für sie in ihren SF-Erzählungen die SF-Gegenstände wie Zeitreise etc. nur Mittel zum Zweck sind, im Zentrum stehen die Charaktere. So ist beispielsweise der mechanische Tiger in Automatic Tiger (1964) nicht als technisches Wunderwerk von Interesse, im Zentrum steht vielmehr, wie er auf seinen Besitzer Edward Benedict wirkt, ihn verändert und welche Auswirkung der Verlust des Tigers auf Benedict hat. Häufig stehen alte Menschen im Mittelpunkt; so in Golden Acres (1967), einem futuristischen Altersheim, in dem die Senioren in einer inhumanen, bis ins Detail geregelten Welt ihre letzten Tage verbringen dürfen, solange bis ihr Vermögen verbraucht ist und sie im „Turm des Schlafes“ entsorgt werden. Der Band The Revenge of the Senior Citizens**Plus (1986) sammelt einige ihrer Geschichten mit diesem Thema. Ihr letzter Roman Mormama erschien kurz vor ihrem Tod. 2018 wurde er für den Locus Award nominiert.
Sie starb im September 2017 im Alter von 85 Jahren, nachdem einige Monate zuvor ein inoperabler Gehirntumor diagnostiziert worden war.

## Bibliografie
Romane
- Mother Isn’t Dead She’s Only Sleeping (1961)
- At War As Children (1964)
- The Better Part (1967)
- Armed Camps (1969)
- Cry of the Daughter (1971)
- Tiger Rag (1973)
- Captain Grownup (1976)
- The Ballad of T. Rantula (1979)
- Magic Time (1980)
  - Deutsch: Magische Zeit. Übersetzt von Edda Petri. Heyne Science-Fiction & Fantasy #4201, 1985, ISBN 3-453-31175-2.
- Fort Privilege (1985)
- The Revenge of the Senior Citizens (1986)
- Blood Fever (1986, als Shelley Hyde)
- Catholic Girls (1987)
- Gone (1992, als Kit Craig)
  - Deutsch: Vergeltung. Übersetzt von Wigand Lange. Krüger, Frankfurt am Main 1994, ISBN 3-8105-0338-X.
- Twice Burned (1993, als Kit Craig)
- Little Sisters of the Apocalypse (1994)
- Strait (1995, als Kit Craig)
- J. Eden (1996)
- Closer (1997, als Kit Craig)
- Some Safe Place (1998, als Kit Craig)
- Short Fuse (1999, als Kit Craig)
- @expectations (2000)
- Thinner Than Thou (2004)
  - Deutsch: Körperkult. Übersetzt von Kirsten Borchardt. Heyne, 2005, ISBN 3-453-40138-7.
- Bronze (2005)
- The Baby Merchant (2006)
- The Night Children (2008)
- Enclave (2009)
- Son of Destruction (2012)
- Where (2015)
- Mormama (2017)

Sammlungen
- Mister Da V. and Other Stories (1967)
- The Killer Mice (1976)
- Other Stories and … The Attack of the Giant Baby (1981)
- The Revenge of the Senior Citizens**Plus (1986)
- Thief of Lives (1992)
- Weird Women, Wired Women (1998)
- Seven for the Apocalypse (1999)
- Dogs of Truth: New and Uncollected Stories (2005)
- What Wolves Know (2011)
- The Story Until Now: A Great Big Book of Stories (2013)
- Four Futures by Kit Reed (2017)

Anthologie (als Herausgeber)
- Fat (1974)

Kurzgeschichten
- The Wait (1958, auch als To Be Taken in a Strange Country, 1967)
  - Deutsch: Das Warten. In: Leon E. Stover, Harry Harrison (Hrsg.): Anthropofiction. Fischer Taschenbuch (Fischer Orbit #21), 1974, ISBN 3-436-01676-4.
- Devotion (1958)
- The Reign of Tarquin the Tall (1958)
- Judgement (1959)
- Here, Kitty Kitty (1959)
- Empty Nest (1959)
- Ordeal (1960)
- The Quest (1960)
- Two in Homage (1960)
- Judas Bomb (1961)
  - Deutsch: Die Macht der Bombe. In: Walter Ernsting (Hrsg.): Expedition nach Chronos. Heyne Science Fiction & Fantasy #3056, 1965.
- Piggy (1961)
- To Lift a Ship (1962)
- Mister Da V. (1962)
- The New You (1962)
- Tell Me, Doctor – Please (1963)
  - Deutsch: Der Chef des Arztes. In: Charlotte Winheller (Hrsg.): Signale vom Pluto. Heyne Allgemeine Reihe #248, 1963.
- Automatic Tiger (1964)
- Cynosure (1964)
- Rescue Mission (1964)
- On the Orphans’ Colony (1964)
- At Central (1967)
- Golden Acres (1967)
- I Am Through with Bus Trips (1967)
- Janell Harmon’s Testament (1967)
- Sisohpromatem (1967)
- The Food Farm (1967)
  - Deutsch: Die Mastfarm. In: Damon Knight (Hrsg.): Damon Knight’s Collection 3. Fischer Taschenbuch (Fischer Orbit #5), 1972, ISBN 3-436-01499-0.
- The Vine (1967)
- Thing of Snow (1969)
- Winter (1969)
- Winston (1969)
  - Deutsch: Winston. In: Damon Knight (Hrsg.): Damon Knight’s Collection 9. Fischer Taschenbuch (Fischer Orbit #16), 1973, ISBN 3-436-01648-9.
- Death of a Monster (1970)
- Gran (1970)
- Across the Bar (1971)
- Underground (1971)
- In the Squalus (1972)
- Dog Days (1972)
  - Deutsch: Hundstage. In: Wulf Bergner (Hrsg.): Der vierte Zeitsinn. Heyne Science Fiction & Fantasy #3402, 1974, ISBN 3-453-30297-4.
- In Behalf of the Product (1973)
- Great Escape Tours, Inc. (1974)
  - Deutsch: Im Land der Jugend. In: Edward L. Ferman, Barry N. Malzberg (Hrsg.): Brennpunkt Zukunft 1. Ullstein Science Fiction & Fantasy #31039, 1982, ISBN 3-548-31039-7.
- Songs of War (1974)
- Mr. Rabbit (1975)
- The Attack of the Giant Baby (1975)
  - Deutsch: Der Angriff des Riesenbabys. In: Michel Parry (Hrsg.): King Kongs Rivalen. Pabel (Vampir Taschenbuch #76), 1979.
- A Mother’s Instinct (1976)
- The Thing at Wedgerley (1976)
- The Wandering Gentile (1976)
- The Holdouts (1977)
- Shan (1978)
- The Weremother (1979)
- Chicken Soup (1980)
- The Visible Partner (1980)
- Moon (1981)
- Pilots of the Purple Twilight (1981)
- Final Tribute (1981)
- Frontiers (1982)
- The Bride of Bigfoot (1984)
- A Unique Service (1986)
- Alumni Fund (1986)
- Hubbies: A Note (1986)
- Into the Parlor (1986)
- Love Story (1986)
- The Marriage Bug (1986)
- The Dog of Truth (1986)
- The Revenge of the Senior Citizens (1986)
- Baby (1988)
- The Protective Pessimist (1988)
- Mommy (1989)
- The Jonahs (1989)
- The Garden Club (1989)
- A Double (1990)
- In the Palace of the Dictator (1990)
- Calling Hours (1991)
- River (1991)
- Academic Novel (1992)
- Clement (1992)
- Prisoner of War (1992)
- Queen of the Beach (1992)
- Thief of Lives (1992)
- Victory Dreams (1992)
- Journey to the Center of the Earth (1992)
- Fourth of July (1992)
- Tapeworm (1992)
- The Hall of New Faces (1992)
  - Deutsch: Die Halle der neuen Gesichter. In: Ronald M. Hahn (Hrsg.): Die Halle der neuen Gesichter. Heyne Science Fiction & Fantasy #5511, 1996, ISBN 3-453-10949-X.
- The Boxing Day Spectre (1993)
- Like My Dress (1993)
- The Last Resort (1993)
- Opera News for the Dumb (1994)
- The Singing Marine (1995)
- Voyager (1996)
- Whoever (1996)
- Rajmahal (1997)
  - Deutsch: Rajmahal. In: Ronald M. Hahn (Hrsg.): Der Tod im Land der Blumen. Heyne Science Fiction & Fantasy #5980, 1998, ISBN 3-453-14009-5.
- Last Fridays (1998)
- The Mothers of Shark Island (1998)
- Unlimited (1998)
- Mommy Nearest (1998)
- On the Penal Colony (1998)
- Slumber (1999)
- Precautions (2000)
- Captive Kong (2001)
- Playmate (2001)
- Old Soldiers (2001)
- The Last Big Sin (2002)
- Missing Sam (2002)
- Visiting the Dead (2003)
- Into the Jungle (2003)
- Incursions (2003)
- Focus Group (2003)
- No Two Alike (2003)
- Family Bed (2004, auch als Escape from Shark Island)
- Perpetua (2004)
- The Zombie Prince (2004)
- Yard Sale (2004)
- High Rise High (2004)
- Song of the Black Dog (2005)
- Spies (2005)
- Getting It Back (2005)
- Grand Opening (2005)
- The Shop of Little Horrors (2005)
- Biodad (2006)
- What Wolves Know (2007)
- Special (2009)
- Camp Nowhere (2009)
- Doing the Butterfly (2009)
- Denny (2009)
- The Blight Family Singers (2009)
- The Chaise (2010)
- Monkey Do (2010)
- Akbar (2010)
- Aunt Lizzie (2011)
- Baby Brother (2011)
- Weston Walks (2011)
- The Outside Event (2011)
- Tamsin (2012)
- Results Guaranteed (2012)
- How It Works (2013)
- Wherein We Enter the Museum (2013)
- The Legend of Troop 13 (2013)
- Sissy (2013)
- Military Secrets (2015)
- Kickenders (2015)
- The Ebony Crucifix (2015)
- Disturbance in the Produce Aisle (2017)

Sachliteratur und Sonstiges
- When We Dream (1967, Kinderbuch)
- Story First: The Writer as Insider (1982, auch als Mastering Fiction, 1991)
- George Orwell’s 1984 (1984)
  - Deutsch: Lektürehilfen George Orwell 1984. Klett, Stuttgart 1987, ISBN 3-12-922225-1.
- Writer’s Workshop: Revision (1989)